# Alpro
Alpro är ett belgiskt livsmedelsföretag som tillverkar och säljer sojabaserade livsmedel.
Alpro grundades 1980 som en del av det belgiska familjeägda företaget Vandemoortele nv. Det ägs sedan april 2017 av det franska mejeriföretaget Danone. Mellan 2009 och 2012 ägdes företaget av det amerikanska Dean Foods.